# النقابة الفلسطينية العامة للعلاج الطبيعي
النقابة الفلسطينية العامة للعلاج الطبيعي هي نقابة مهنية فلسطينية تأسست عام 1994. تُعنى النقابة في شؤون المعالجين الفيزيائيين وتتابع جميع ما يتعلق بالمهنة في فلسطين. يقع مقرها الرئيسي في بلدة الرام، محافظة القدس، ولها مركز في غزة، وثلاثة فروع في الضفة الغربية.

## أهداف النقابة
تسعى النقابة إلى الرقي بمستوى المهنة ومزاوليها، والدفاع عن حقوق ومزاوليها، بالإضافة إلى تنظيم مهنة العلاج الطبيعي والتأهيل في فلسطين. تجري انتخابات مجلس النقابة بشكل دوري كل عامين، وتضم أكثر من 1,500 منتسب من الأراضي الفلسطينية.